# Ministeri de Transport de Letònia
El Ministeri de Transport de Letònia (en letó: Latvijas Republikas Satiksmes ministrija) fundat el 1918, és el departament del govern de Letònia responsable de la gestió i control dels organismes de transport. La seu principal del ministeri es troba a Riga i està encapçalat pel polític nomenat Ministre de Transport. Des del 2013 és Anrijs Matīss.

## Política de transport
Com principal gestió té el ministeri elaborar i aplicar la política sobre tots els mitjans de transport del país i que els serveis de transport públic siguin accessibles i segurs a tots els usuaris.

### Camps d'activitats
- El trànsit per carretera.
- Ferrocarrils.
- Assumptes Marítims.
- Aviació.

### Agències subordinades
- Agència d'Aviació Civil de Letònia.
- Administració Marítima de Letònia.
- Oficina d'Investigació d'Accidents i Incidents de Transport.[3]